# بيتر هنت
بيتر هنت (بالإنجليزية: Peter R. Hunt)‏ (و. 1925 – 2002 م) هو مونتير، ومخرج سينمائي، من المملكة المتحدة، ولد في لندن، توفي في سانتا مونيكا، كاليفورنيا، عن عمر يناهز 77 عاماً.

## وصلات خارجية
- بيتر هنت على موقع IMDb (الإنجليزية)
- بيتر هنت على موقع الموسوعة البريطانية (الإنجليزية)
- بيتر هنت على موقع ألو سيني (الفرنسية)
- بيتر هنت على موقع أول موفي (الإنجليزية)
- بيتر هنت على موقع قاعدة بيانات الأفلام السويدية (السويدية)
- بيتر هنت على موقع قاعدة بيانات الفيلم (الإنجليزية)
- بيتر هنت على موقع كينوبويسك (الروسية)